# Bistum Pilsen
Das Bistum Pilsen (tschech.: Biskupství plzeňské bzw. Plzeňská diecéze, lat.: Dioecesis Pilznensis) ist eine römisch-katholische Diözese in Westböhmen mit Sitz in Pilsen.

## Geschichte

Bistumswappen

Das Bistum Pilsen wurde am 31. Mai 1993 von Papst Johannes Paul II. mit der Apostolischen Konstitution Pro supremi Ecclesiae Pastoris errichtet und als Suffragandiözese dem Erzbistum Prag unterstellt.
Neben den überwiegend Erzbischöflich-Prager Territorien in Westböhmen und dem Egerland gelangten aus dem Bistum Budweis 89 Pfarreien mit etwa 155.000 Einwohnern an das neu gegründete Bistum Pilsen. Es waren die Vikariate Domažlice sowie Gebietsteile der Vikariate Klatovy und Nepomuk. Ebenfalls wurden Pfarreien im Westen der Diözese Leitmeritz an Pilsen abgegeben.
Erster Bischof von Pilsen war bis 2016 František Radkovský. Ihm folgte Tomáš Holub nach.
Das Bistum umfasst die Vikariate Domažlice, Cheb, Karlsbad, Klatovy, Pilsen-Stadt, Pilsen-Süd, Pilsen-Nord, Rokycany, Sokolov und Tachov.
Bistumskirche ist die St.-Bartholomäus-Kathedrale auf dem Platz der Republik in Pilsen. Patron des Bistums ist der Selige Hroznata.